# کیم یانگ مین
کیم یانگ مین (انگلیسی: Yeo-jin Ha؛ زادهٔ ۵ نوامبر ۱۹۷۱) بازیگر اهل کره جنوبی است. او از بازیگران فیلم بهار، تابستان، پاییز، زمستان… و بهار به کارگردانی کیم کی-دوک است.